# Yohei Otake
Yohei Otake (Saitama, 2 mei 1989) is een Japans voetballer.

## Carrière
Yohei Otake speelde tussen 2008 en 2011 voor FC Tokyo en Cerezo Osaka. Hij tekende in 2012 bij FC Tokyo.